# 旧慣温存政策
旧慣温存政策（きゅうかんおんぞんせいさく）、または旧慣存置政策（きゅうかんぞんちせいさく）は、明治期の沖縄県でとられた統治方針である。1879年（明治12年）から1903年（明治36年）まで続いた。

## 概要

### 前史および背景
1879年（明治12年）3月、琉球処分官松田道之は内務卿伊藤博文の命で琉球処分の大綱をまとめていた。この要綱には先行した本土の一連の士族反乱から西南戦争までの流れを受け、沖縄の風俗や慣習、特に（士族層の）秩禄処分や寺領の削減、林政への介入などは（内地即ち日本本土の）廃藩置県から士族反乱までの轍を踏むものとして避けるべきものとされ、沖縄の政治社会の旧規を改良するに止めるべきである、との旧慣温存政策の原形となる方針が既に出されていた。
1879年（明治12年）の琉球処分によって沖縄県が設置され、旧藩王尚泰が東京へ連行されると、幕末近い19世紀初頭から琉球王府の財政困窮と過酷な貢制に庶民は喘ぎ続けていたため、平民層からは内地支配を歓迎する声さえあったという。

### 政策のおこり

#### 琉球処分直後
ともかく沖縄県設置後、前述のように改革は穏便にすべき方針を上げながらも、1885年（明治18年）までに内地（日本本土）並みの政令施行を計画していた。
しかし、尚泰の東京への移住が決まるや否や、旧三司官の亀川盛武親方を筆頭とする「亀川党」、久米士族らが秘密裏に清国に救援を求めるなど、抵抗の動きを始める。処分官松田は旧藩士族らを一堂に集め、旧制改革を迫るが、旧士族らの団結は固く聞き入れられなかった。1879年5月18日には初代沖縄縣令鍋島直彬が赴任した。折しも清国からの抗議により琉球を巡る交渉が始まっており、沖縄の動揺は外交交渉に悪影響を及ぼす虞があり断じて回避する必要があった。結局当初鍋島は松田の穏便改革路線を踏襲せざるを得なかった。旧首里士族らは県庁に杜撰な書類を提出したりして抵抗、鍋島らは地方の地頭役人らの説示に遊説しようとするも、首里士族からの報復を恐れてこれら地頭役人は隠遁回避するなど失敗続きであった。
このように処分自体への士族層の不満は大きく、これが同年7月サンシー事件や「旧藩民血判誓約書」などの具体的行動に現れることとなった。しかし、これらの事件などが明るみに出ると形勢は逆転し、沖縄県庁警察官吏の実力介入を招くこととなった。また、県庁への貢納反対の一環として宮古・八重山から那覇に秘密裏に運ばれた年貢米が縣警察官吏に押収された。県庁側の動きは早く、7月末には県警察署、那覇分署と首里分署の設置が早々に決定された。
士族層が具体的反抗に出たのを契機に県庁は弾圧への動きを強め、態度を改めなかった御物奉行安室親方や旧三司官浦添親方を拘留尋問しこれに拷問を加えた。また地方や諸離（離島）に警察官を派遣し、亀川党と目された非協力な地頭役人ら100余名を拘束しこれらに拷問を加えた。
残された旧三司官富川親方は清国からの救援を期待し面従腹背の姿勢を取ることに決め、9月には始末書的な嘆願書を提出、拘束された士族重鎮らは解放され、県庁は「寛大な処置として」裁判および求刑を免除することとした。
このように県庁は不平士族を実力で弾圧する一方で、不処罰など寛刑措置、さらに浦添親方を初めとする上級士族の県庁への登用など士族層の懐柔策を図り、表立った抵抗運動は沈静化した。
なお、後にこのような懐柔策への不満や、そもそも三司官や久米士族を中心として琉球国体の骨幹を為していた琉球国学に骨の髄まで存在原理を依拠していた上級士族（中華秩序）と、その中華たる清国が列強に蚕食される当時の東アジア情勢の下で、欧米列強に追い付き追い越すことを国是とし急速な西洋化、近代化を推し進めたい新政府や県庁の政策との間で政治原理につき相互理解が不能であったなどの理由で、富川親方は脱清し、県庁に登用された上級士族も多くが辞職している。

### 政策の推移

#### 鍋島県政：県庁体制の普請と並行した旧慣温存としての秩禄秩序の保全
9月から県庁隷下の新行政組織の編成が加速した。沖縄県庁に県警察本署、さらに久米島・宮古島・八重山分署、羽地分署を設置。10月に首里役所が設置された。一方、地方の各間切の番所や各島の蔵元は当面そのままとされ旧慣温存の一環となった。
秩禄秩序については、上級士族は「勲功重きは家禄および領地、軽きは領地」とされ、依然として領地を給与しその年貢を収受させる封建制そのものの旧慣温存となった（ただし永世禄は付与されなかった）が、1879年（明治12年）までには秩禄方針が定まった。なお、王府秩序が消滅したため、秩禄の対象となる士族の戸籍調査すら難窮した。
いっぽう、筑登之以下の旧無禄士族は王府とその秩序の消滅と共に職を失い、これらの手当が新政府・県庁でも課題となった。日々の暮らしに追われ慣れない商売や農業を始める有様であった。
この頃、内務卿は松方正義に交替しており、鍋島は表面上恭順した旧士族、特に生活の宛の無い旧無禄士族のために授産金を下賜する予算を組むよう、県令の立場として中央政府に強く申し入れをした。当時の政府も財政状況が逼迫しており紛糾と遅延を重ねた。結局授産金等が無禄や給付遺漏の士族らに交付されたのは、松方が大蔵卿となり、鍋島が県令を解任された1881年（明治14年）以降となった。

#### 上杉県政：現状維持
二代目県令となった上杉茂憲は県内を自ら視察し、庶民の困窮と地方役人の怠慢に心を痛め、上京して改革案を上申した。その熱意は政府高官を動かし、尾崎三良（三郎）が視察に派遣された。ところが帰任した尾崎は「県令達がみだりに旧慣を改めたことで民情が傷ついた」との報告を上げる。事態を収拾させるために岩村通俊が派遣され、上杉を元老院議官へ転任させることで解決が図られた。改革案は拒否され、士族層への刺激を避けることが優先された。

#### 奈良原県政：旧慣温存と引き換えの弾圧
1892年（明治25年）、奈良原繁の強圧的な長期県政が始まり、杣山問題をはじめとして沖縄における旧制の廃止、改善を目的とする一連の運動を進める謝花昇らと対立、謝花の組織した沖縄倶楽部への弾圧を行うなどの強権を以て県政に臨み、また官選知事としては異例の16年にわたって在任し「琉球王」の異名をとった。沖縄土地整理法の成立に伴い、県内の土地整理事業を行う。沖縄県私立教育会総裁なども務めた。

### 脱清人
その後も不平士族の抵抗は水面下で続き、清国からの救援を期待し、あるいは清国に自ら亡命する脱清人が相次いだ。
1880年（明治13年）に清国側へ提案された先島諸島の分割案（先島諸島割譲案）が亡命者を急増させた。

### 政策の影響
明治十四年の政変で政権基盤が大きく揺らいだことが、現状維持により王族・士族の不満を抑制を図ることに、新政府や県令をして傾倒させたと考えられる。
こうして琉球処分、沖縄県設置後も依然として琉球王国以来の税制、地方制度が続行された。王族は原則として東京に移住し華族に列せられた。これには尚泰と親族らのほか、伊江朝永（向姓伊江御殿十二世）、今帰仁朝敷（今帰仁御殿家祖）がいる。
上級士族の家禄や領地（采地）は当面保障され、下級士族（無禄士族）は職を失い、従来からの農民の土地私有を許可しない地割制度やそれに基づく現物納入などの租税制度も続行された。なお、士族である地方役人には免税特権があった。先島諸島の人頭税もそのまま温存された。
最大の懸念であった琉球帰属問題は日清戦争での日本の勝利により解決し、県民感情の上でも親清派を消滅させた。

### 政策の終わり
宮古島での庶民の惨状と士族の横暴を目の当たりにした中村十作らにより、帝国議会などへの働きかけが行われ、これが世論を動かして旧慣廃止に進むこととなった。これにより、1899年（明治32年）より沖縄県土地整理法が施行され、本土同様の地租改正が始まり、1903年（明治36年）土地整理事業が完了、先島諸島の人頭税が廃止されたことで旧慣温存政策は終わった。ただし、有禄士族への金禄は1909年（明治42年）まで続いている。